# Последние дни диско
«Последние дни диско» (англ. The Last Days of Disco) — американская комедийная мелодрама 1998 года сценариста и режиссёра Уит Стиллмана, основанная на его путешествиях по ночным клубам Манхэттена, в том числе культового клуба «Studio 54». Фильм относится к эпохе танцевального времени 1980-х годов; это третий фильм режиссёра о молодёжи того времени, после «Золотой молодёжи» (1990) и «Барселоны» (1994). В главных ролях Хлоя Севиньи и Кейт Бекинсейл.
Премьера состоялась 29 мая 1998 года в США, на DVD фильм вышел в 1999 году. Через некоторое время фильм был изъят из продажи и 25 августа 2009 года выпущен повторно компанией «Criterion Collection», в изменённой режиссёрской версии.
Наряду с фильмами «Золотая молодёжь» и «Барселона» — «Последние дни диско» вошли в библиотеку фильмов Музея современного искусства в Нью-Йорке.

## Сюжет
Фильм свободно изображает «последние дни» из эпохи диско в начале 1980-х годов, когда «свирепствовали» доступность, секс и наркотики. История сосредотачивается на Элис (Хлоя Севиньи) и Шарлотте (Кейт Бекинсейл), двух молодых девушках Манхэттена из колледжа Hampshire College, которые работают в нью-йоркском издательстве. Они не близкие подруги, а просто знакомые, вместе встретившиеся в поисках музыки, знакомств и романтики. Они резко отличаются в характерах: Элис умная и довольно тихая, Шарлотта более тщеславна и уверенна. Она постоянно даёт Элис разные советы по поводу того, как себя нужно вести. Девушки решают взять третью соседку по комнате Холли (Тара Сабкофф), и в том числе с целью привлечения дополнительного капитала, поскольку большую часть денег они тратят на развлечения.
Компания девушек заводит знакомство с одним из менеджеров клуба, где они постоянно тусуются, Десом (Крис Айгеман). Он устраивает им «свободный вход», а также помогает найти парней на одну ночь и для продолжительных отношений. Девушки переживают, что рано или поздно эпоха дискотек и безумного веселья закончится, а клуб могут закрыть. У Элис и Шарлотты возникают разногласия.
Концовка фильма заканчивается тем, что Шарлотта и Дес рассуждают на тему того, что они «слишком большие личности» в мире музыки и веселья, даже больше, чем их подруга Элис: крутые, роскошные, отвязные. Другими словами, они успели оценить последние дни диско, когда это ещё разрешалось, и вошли тем самым в историю. Последняя сцена фильма происходит в метро, Элис и её новый парень Джош (Мэтт Кислар), а также другие пассажиры начинают двигаться под очень зажигательную композицию «Love Train» в исполнении американской R’n’b-группы «The O’Jays».

## В ролях
- Хлоя Севиньи — Элис Киннон
- Кейт Бекинсейл — Шарлотта Пингресс
- Крис Айгеман — Дэс
- МакКензи Астин — Джимми Стэнуэй
- Мэтт Кислар — Джош
- Роберт Шон Леонард — Том Платт
- Дженнифер Билз — Нина
- Мэтт Росс — Дэн
- Дэвид Торнтон — Берни
- Скотт Бинер — Адам
- Тара Сабкофф — Холли
- Бёрр Стирс — Ван

## Прокат
При производственном бюджете в 8 миллионов долларов кассовые сборы фильма в мировом прокате составили 3 020 601 доллар

## Интересные факты
- Слоган фильма — «История творится ночью»
- Крис Айгеман играл не только в «Последних днях диско», но и в «Золотой молодёжи» и «Барселоне» режиссёра Уита Стиллмана
- Съёмки проходили в Нью-Джерси и Нью-Йорке с 12 августа по 27 октября 1997 года[8]
- Производством занимались киностудии Castle Rock Entertainment, PolyGram Filmed Entertainment и Westerly Films. Прокатом в США — кинокомпания Gramercy
- Кейт Бекинсейл в начале своей карьеры жила в Англии. Для прослушивания она прислала режиссёру запись со своим голосом, после чего он был убеждён в правильности выбора актрисы на роль Шарлотты
- Создатели фильма планировали первоначально пригласить на главную роль известную европейскую актрису. Они выдвинули предложение Вайноне Райдер. Пока её агент взял четыре дня для принятия решения, Хлоя Севиньи также пробовалась на роль. После того, как роль второй главной героини Шарлотты получила Кейт Бекинсейл и была утверждена на неё первой, создателям пришлось искать актрису, менее яркую, по сравнению с ней. Кроме того, под вопрос вставал неамериканский акцент, что вызывало определённые сложности. В итоге, пробы Хлои понравились режиссёру Уиту Стиллману. При выборе было учтено также мнение, что она гармонично смотрелась бы в этой роли, после своего дебютного фильма «Детки». В итоге, роль Элис получила Хлоя Севиньи, в то время, как агент Вайноны Райдер не дал ответа[9][неавторитетный источник]
- Джэйд Бэрримор, мама актрисы Дрю Бэрримор, получила небольшую роль «леди-тигрицы» в нескольких сценах в клубе
- Бен Аффлек рассматривался на роль Дэса, но режиссёр картины, работавший с Крисом Айгеманом ранее, отдал предпочтение ему
- Съёмки проходили параллельно с другим фильмом «Студия 54». Процесс пришлось ускорить, чтобы в итоге «попасть» в прокат раньше на три месяца[10]
- По начальным титрам понятно, что действие происходит в ранних 1980-х годах без какой-либо конкретики месяца или дня
- После создания «Последних дней диско», режиссёр Уит Стиллман не снимал фильмов около тринадцати лет. Следующей его работой стала картина «Девушки в опасности» 2011 года[11]

## Критика и отзывы
Фильм получил неординарные отзывы. В основу сюжета легла тема молодёжи, поиски себя являются основным сюжетным направлением, как равно поиски для себя: каждый из персонажей ищет что-то, будь то романтика, успешная карьера, общественная жизнь или простое понимание людей и мира вокруг. Образ Шарлотты воспринимается как «созданный судьбой», Элис же предстаёт «хорошей девочкой», которая на фоне дискотечного ритма начинает портиться.

Фильм вышел 29 мая 1998 года в 22 кинотеатрах США, где заработал $ 277 601 за первый уик-энд. Около $3 миллионов общих сборов прокат собрал в Северной Америке. При неокупленном бюджете в $8 миллионов фильм был хорошо воспринят, в отличие от «шедшей» следом «Студии 54».
Фильм получил в основном положительные отзывы. На сайте «Rotten Tomatoes» почти 71 % положительных голосов. Американский кинокритик Роджер Эберт дал фильму три с половиной звезды из четырёх и отметил: «Стиллман слушает как люди говорят, и знает, о чём это».

## Саундтрек
Композиции, вошедшие в фильм, были выпущены отдельным диском музыкальной компанией «Sony» 26 мая 1998 года
- I Love the Nightlife — 3:01 (Alicia Bridges)
- I’m Coming Out — 5:25 (Diana Ross)
- Got to Be Real — 3:45 (Cheryl Lynn)
- Good Times — 3:45 (Chic)
- He’s the Greatest Dancer — 3:34 (Sister Sledge)
- I Don’t Know If It’s Right — 3:48 (Evelyn «Champagne» King)
- More, More, More — 3:02 (Andrea True Connection)
- Doctor’s Orders — 3:31 (Carol Douglas)
- Everybody Dance — 3:31 (Chic)
- The Love I Lost — 6:25 (Harold Melvin & the Blue Notes)
- Let’s All Chant — 3:05 (Michael Zager Band)
- Got to Have Loving — 8:18 (Don Ray)
- Shame — 6:34 (Evelyn «Champagne» King)
- Knock on Wood — 3:52 (Amii Stewart)
- The Oogum Boogum Song — 2:34 (Brenton Wood)
- Love Train — 3:00 (O’Jays)
- I Love the Nightlife (Disco 'Round) — 3:13 (La India & Nuyorican Soul)

## Мировой релиз
- Великобритания — августа 1998 года — в рамках Кинофестиваля в Эдинбурге, широкий прокат — 4 сентября 1998 года
- Австралия — 10 сентября 1998а
- Италия — 20 ноября 1998 года и
- Венгрия — 18 февраля 1999 года — премьера на видео
- Аргентина — 3 апреля 1999 года — в рамках Международного кинофестиваля независимого кино в Буэнос-Айресе
- Франция — 25 августа 1999 года
- Германия — 21 октября 1999 года
- Испания — 5 ноября 1999 года

## Награды и номинации
- 1999 год, номинация на «ALMA Awards» в категории «Лучшая композиция» «I Love the Nightlife» в исполнении La India
- 1999 год, победа на «London Critics Circle Film Awards» в категории «Лучшая британская актриса второго плана», Кейт Бекинсейл

## После проката
Особенно оптимистичный финал с танцами в метро привлек внимание режиссёра Кимберли Пирс, которая дала роль Хлое Севиньи в фильме «Парни не плачут». Актриса получила номинацию на «Оскар» за свою роль в этом фильме, но сказала, что из всех фильмов с её участием, «Последние дни диско» является той картиной, которая говорит о самой себе. Кроме того, на съёмках «Последних дней диско» она подружилась с актрисой Тарой Сабкофф, исполняющей роль их третьей подружки, Холли. После выхода фильма они по-прежнему дружили, и даже вместе работали над линией модной одежды под названием «Подражание Христу» в 2003 году вместе со Скарлетт Йоханссон.

Фильм на DVD был выпущен повторно в изменённой режиссёрской версии 25 августа 2009 года компанией «Criterion Collection». На обложке имеются иллюстрации французского художника Пьера Ле-Тан, изображающие актрис Кейт Бекинсейл и Хлои Севиньи готовящимися в дамской комнате перед входом на дискотеку; картина является копией сцены в фильме. Blu-Ray фильма был выпущен 24 июля 2012 года.